# Сентерпорт (Нью-Йорк)
Сентерпорт (англ. Centerport) — переписна місцевість (CDP) в США, в окрузі Саффолк штату Нью-Йорк. Населення — 5822 особи (2020).

## Географія
Сентерпорт розташований за координатами 40°54′3″ пн. ш. 73°22′21″ зх. д. / 40.90083° пн. ш. 73.37250° зх. д. (40.900759, -73.372447).  За даними Бюро перепису населення США в 2010 році переписна місцевість мала площу 5,94 км², з яких 5,45 км² — суходіл та 0,49 км² — водойми.

## Демографія
Згідно з переписом 2010 року, у переписній місцевості мешкало 5508 осіб у 2032 домогосподарствах у складі 1535 родин. Густота населення становила 927 осіб/км².  Було 2120 помешкань (357/км²).
Расовий склад населення:
| - 96,3 % — білих - 1,9 % — азіатів - 0,5 % — чорних або афроамериканців - 0,1 % — корінних американців |

До двох чи більше рас належало 1,1 %. Частка іспаномовних становила 3,5 % від усіх жителів.
За віковим діапазоном населення розподілялося таким чином: 26,4 % — особи молодші 18 років, 58,6 % — особи у віці 18—64 років, 15,0 % — особи у віці 65 років та старші. Медіана віку мешканця становила 44,7 року. На 100 осіб жіночої статі у переписній місцевості припадало 91,1 чоловіків;  на 100 жінок у віці від 18 років та старших — 90,6 чоловіків також старших 18 років.
Середній дохід на одне домашнє господарство  становив 149 192 долари США (медіана — 103 945), а середній дохід на одну сім'ю — 169 516 доларів (медіана — 140 476). Медіана доходів становила 121 385 доларів для чоловіків та 67 443 долари для жінок. За межею бідності перебувало 3,2 % осіб, у тому числі 2,6 % дітей у віці до 18 років та 2,3 % осіб у віці 65 років та старших.
Цивільне працевлаштоване населення становило 2681 особа. Основні галузі зайнятості: освіта, охорона здоров'я та соціальна допомога — 31,0 %, науковці, спеціалісти, менеджери — 16,5 %, фінанси, страхування та нерухомість — 12,0 %, виробництво — 8,2 %.